# Alia Shanee Atkinson
Alia Shanee Atkinson és una nedadora jamaicana especialista en estil braça. Va ser campiona de Centreamèrica i del Carib en Mayagüez 2010, i campiona mundial en piscina curta en la prova de 100 m braça en Doha 2014. Es va convertir en la primera dona negra a guanyar un títol mundial de natació.